# アキディロブス目
アキディロブス目（-もく、アシディロバス目、Acidilobales) は、テルモプロテウス綱に属すクレン古細菌の目である。タイプ指定はAcidilobus（Acidus（アキドゥス/酸っぱい）+lobus（ロブス/丸、葉よう（希））。Acidilobusの記載以前は、"Caldisphaerales"とも呼称された。 
形態は1-2μmほどのやや不規則な球菌。主に陸上にある弱酸性の熱水系に分布する。増殖範囲は50-90°C、pH2-6程度で、これまでに単離された主な場所は、カムチャツカ半島やフィリピン、日本の温泉などが中心となっている。デンプンなどの炭化水素、タンパク質を嫌気的に醗酵して増殖する。
系統的にはデスルフロコックス目に近縁である。

## 分類
- アキディロブス科 Acidilobaceae 
  - Acidilobus
    - Acidilobus aceticus
    - Acidilobus saccharovorans
- カルディスパエラ科 Caldisphaeraceae
  - Caldisphaera
    - Caldisphaera lagunensis